# Туризм на Мальдівах
Мальдіви — це острови у Індійському океані, які представляють два паралельних 850-кілометрових ланцюжка із коралових атолів, які простягаються через океанічний простір на 760 км на південний захід від о. Шрі-Ланка. Мальдівський архіпелаг нараховує 1200 островів і лише 202 з них заселені людиною. Завдяки теплій Екваторіальній течії у цьому регіоні створюються ідеальні умови для утворення коралів та створення природної бази для розвитку міжнародного туризму.
Унікальна природа Мальдівських островів, яка охоплює теплу, смарагдову гладінь чистих вод Індійського океану, білосніжний пісок узбереж, та прекрасні краєвиди коралових островів, посприяла розвитку туристичного бізнесу на островах архіпелагу та перетворенні їх на справжню «Мекку» поціновувачів найкращих місць для відпочинку і насолоди підводним плаванням.
Незважаючи на рекомендацію Місії ООН з розвитку економіки країни, яка надала побажання не займатися уряду країни розвитком готельно-туристичного бізнесу заради збереження унікальних ландшафтних комплексів архіпелагу, які можуть бути зруйновані завдяки побудові та активній експлуатації соціальної інфраструктури туристичного бізнесу, уряд країни все ж таки не бачачи інших, досить легких шляхів розвитку економіки країни, обрав напрямок активного розвитку саме цієї галузі невиробничого комплексу. Саме тому туризм досить швидко посів панівне положення в економіці країни і нині приносить понад 60 % надходжень іноземної валюти, випередивши навіть традиційний рибопромисел та обробку і переробку сировини кокосової пальми.
Здавалося б, що активному розвитку туристичного бізнесу островів Мальдівського архіпелагу, повинна завадити відносна ворожість і закритість мусульманського світогляду місцевого населення по відношенню до туристів інших віросповідань та культур, проте щоб відвідувачі не турбували ісламське населення, а місцеві жителі, в свою чергу, не заважали туристам, керівництво країни «віддало» туристам 74 раніше не заселені острови (наприклад, Міруфенфуші), обладнавши їх якнайкраще сучасною готельною інфраструктурою, адже більшість готелів на островах містять чотирьох- або п'ятизіркові бунгало.
Туристам тут пропонують як пасивний відпочинок у вигляді купання та засмагання на білосніжних піщаних пляжах так і активний, який передбачає пірнання у яскраву океанічну безодню з аквалангом та отримання насолоди від споглядання яскравих коралових поліпів, різноманітних риб та загонів крабів і морських зірок. Замкнуті коралові острови, які називаються атоли, містять всередині мілководну лагуну відокремлену від відкритого океану. Саме тому туристи можуть вдосталь ніжитися у її водах, адже акули сюди потрапити не можуть. Острови архіпелагу приваблюють туристів не лише унікальною природою, а і повною безпекою, адже на островах відсутні отруйні змії та небезпечні хижі звірі, саме тому тут можна споглядати лише різноманітних ящірок черепах та таких кажанів як летючі лисиці, які не становлять для людини небезпеки.
Туризм сприяє і процвітанню традиційних ремесел місцевого населення, адже кожен іноземний відвідувач островів архіпелагу привозить з Мальдів додому чи кошик чи циновку з койри (волокна кокосової пальми), сувеніри із деревини цієї ж пальми та прикраси із черепашок молюсків. Проте найбільшою популярністю серед виробів народних майстрів користуються акулячі щелепи.
Дивує туристів і безготівковий розрахунок поширений на Мальдівах, адже ані індійські рупії, ані інша валюта не користуються повагою у місцевого населення.
Наприклад, як валюту вони можуть використовувати по особливому в'ялений і висушений тунець, який називають мальдів фіш. Його стограмові шматочки — це своєрідна валюта на островах архіпелагу. А от черепашки молюска каурі, які в середньовіччя використовувалися як гроші в десятках країн — від Індії до Малі — зараз використовуються лише для виготовлення прикрас для туристів, кожен з яких, як правило, обов'язково придбає намисто з черепашки цього молюска.
На сусідньому з столицею країни островом Мале атолі розташований аеропорт, через який здійснюється постійне надходження іноземних туристів, проте ті, хто бажає насолодитися вояжем у водах Індійського океану, вирушають до Мальдів теплоходом з Коломбо (Шрі-Ланка).